# Mark Traa
Mark Traa (Geldrop, 9 oktober 1968) is een Nederlands journalist en schrijver.
Traa studeerde journalistiek in Tilburg en ging daarna aan de slag als zelfstandig wetenschapsjournalist. Hij schreef voor onder meer Trouw, Intermediair en KIJK. Ook was hij redacteur bij de Vrije Universiteit. Tussen 2004 en 2013 was Traa als redacteur verbonden aan het opinieblad HP/De Tijd. Daarna was hij tot februari 2023 senior redacteur bij het populairwetenschappelijk maandblad Quest.